# Otto (biskup praski)
Otto, czeski: Otta, Ota (zm. 10 lipca 1148) – czeski duchowny katolicki, biskup praski od 1140 r.

## Życiorys
Otto pochodził z czeskiej rodziny szlacheckiej, która później przyjęła nazwisko Schwabenitz (ze Švábenice). Zanim został biskupem był kanonikiem w Pradze i dziekanem kapituły katedralnej i proboszczem w Sadská.
W 1140 r. po rezygnacji z urzędu biskupa Sylwestra został wybrany jego następcą przez kapitułę. Po otrzymaniu świeciej inwestytury od cesarza Konrada III udał się do Moguncji, gdzie 25 czerwca 1140 r. otrzymał święcenia biskupie z rąk arcybiskupa metropolity mogunckiego Wojciecha II.
Jego pontyfikat przypadł na okres politycznego chaosu w Czechach, spowodowanego walkami w łonie dynastii Przemyślidów, w czasie których spłonęła m.in. katedra św. Wita (1142). W spór ten interweniował również papież, który wysłał w 1143 r. swojego legata Quido, który załagodził konflikt.
Aby podnieść standard życia religijnego sprowadził do Czech zakon cystersów, fundując im kilka klasztorów. Zmarł w 1148 r.